# Sternoppia incisa
Sternoppia incisa är en kvalsterart som beskrevs av Balogh och Sandór Mahunka 1977. Sternoppia incisa ingår i släktet Sternoppia och familjen Sternoppiidae. Inga underarter finns listade i Catalogue of Life.